# Quand les elfes danseront
Quand les elfes danseront est un album de bande dessinée de la série Bob et Bobette. Il porte le numéro 168 de la série actuelle.

## Synopsis
Après s'être rendue à l'hôpital Reine Fabiola, Bobette essaie de chasser un moustique quand elle se rend subitement compte qu'il ne s'agit pas d'un moustique mais bien d'un elfe. L'elfe lui raconte qu'il était autrefois une étoile qui est tombée aux mains d'une sorcière qui l'oblige à danser dans le parc d'attractions Efteling. Nos amis partent donc en guerre contre la sorcière pour permettre aux elfes de redevenir des étoiles.

## Personnages principaux
- Bobette
- Bob
- Lambique
- Sidonie
- Jérôme
- Barabas

## Personnages secondaires
Une des sept chèvres, Blanche-Neige, le petit chaperon rouge, le roi grenouille, Long-cou, Crimson et ses acolytes, la sorcière et le garde des Nénuphars Indiens, des elfes, la déesse de la lune, le grand méchant loup.

## Divers
- Cet album se déroule au parc d'attractions Efteling, principalement dans le Bois des contes :
  - “Les Nénuphars Indiens”, est un conte écrit par la Reine Fabiola de Belgique. L'album célèbre le 15e anniversaire du conte au sein du Bois des contes.
  - Holle Bolle Gijs et son Papier hier.
  - Le château de la Belle au bois dormant.
  - Le petit chaperon rouge et le loup.
  - Le loup et les sept chevreaux.
  - Blanche-Neige et les sept nains.
  - Le village des lutins.
  - La statue de l'homme au poisson.
  - Le restaurant In den Hoorn des Overvloeds.
  - La fontaine de la Gardeuse d'Oies.
  - Le roi grenouille.
  - Le train panoramique.
  - L’Étang de canotage.
  - Le Long-cou.
  - Petite commission Appelé Petit message dans l'album.
  - Le Fakir volant.
  - Le puits de Dame Holle.
- Les personnages de contes proviennent principalement des œuvres de Charles Perrault, des frères Grimm et de la Reine Fabiola.
- Les contes des frères Grimm et de Charles Perrault jouent un rôle important dans l'album Lambique au bois dormant.
- Bob et Bobette se rendent également à Efteling dans De vliegende klomp et Fata Morgana – tous deux restés inédits en français – et Les Troglodytes.
- Cette aventure existe en d'autres langues :
  - Anglais : Spike & Suzy - The Fairies of Efteling.
  - Brabançon : Suske en Wieske - De Éfteling-élfkes.
  - Néerlandais : Suske en Wiske - De Efteling-elfjes.
- L'attrape-sons, issu de l'album homonyme, est à nouveau utilisé dans Quand les elfes danseront.